# Marc-Antoine Jullien de Paris
Marc-Antoine Jullien, detto Jullien fils (Parigi, 10 marzo 1775 – Parigi, 4 aprile 1848), è stato un rivoluzionario, letterato e educatore francese.

## Biografia
Figlio di Marc Antoine Jullien, deputato della Drôme alla Convenzione nazionale, entrò nel Collège de Navarre nel 1785; i suoi studi furono interrotti all'inizio della Rivoluzione. Incoraggiato dalla madre ardentemente patriottica, Rosalie Ducrolay, di nome "Madame Jullien", tentò una carriera nel giornalismo, diventando nel 1790 collaboratore del Journal du Soir . L'anno successivo divenne membro del club dei giacobini, in cui divenne un oppositore della guerra.
Nella primavera del 1792, Jullien fu inviato a Londra dal marchese de Condorcet, all'epoca presidente del comité diplomatique dell'Assemblea legislativa. Lì prestò servizio come studente diplomatico, diventando un intermediario tra le fazioni inglesi più liberali e i girondini. Tra quelli che ha incontrato c'erano Talleyrand e Lord Stanhope. Ritornato in Francia quell'autunno, fu nominato assistente commissario e poi commissario di guerra, dell'esercito dei Pirenei, nel gennaio 1793. Fu presto trasferito a Tarbes "per età". Rientrò nell'esercito dei Pirenei il 16 aprile, entrando con loro a Parigi il 4 agosto.
Jullien divenne quindi un protetto di Robespierre e fu inviato dal Comitato di Pubblica Sicurezza in missione in diversi porti dell'Atlantico, a partire dal 10 settembre 1793. Fu incaricato di garantire la sorveglianza della situazione militare e della propaganda giacobina e tentò di ottenere un rapporto con l'opinione pubblica. A Nantes, il 4 febbraio 1794, scrisse una lettera a Robespierre in cui denunciava Carrier . A Bordeaux, si è opposto a Jean-Lambert Tallien e alla sua amante, Thérésa Cabarrús. Lasciò Bordeaux per tornare a Parigi il 24 aprile 1794; lì fu nominato nel Comitato esecutivo per la pubblica istruzione. Il 18 maggio è tornato a Bordeaux, per purificare il comune e il club giacobino e cercare girondini nascosti tra i deputati.
Jullien sarebbe probabilmente diventato un attore importante nella rivoluzione se non fosse stato per l'esecuzione, con la ghigliottina, di Robespierre nel luglio 1794. Fu destituito e arrestato il 10 agosto e mandato in prigione presso la maison de santé di Notre-Dame-des-Champs e avrebbe testimoniato al processo di Carrier. Rinnegò la sua associazione con Robespierre e fu rilasciato grazie all'intervento del padre, il 14 ottobre 1795. Dieci giorni dopo, l'insurrezione del 13 Vendémiaire fu arrestato.
Jullien diventa successivamente uno dei fondatori del Club du Panthéon, tornando al giornalismo con la creazione di L'Orateur plébéien, un opuscolo democratico e moderato, con Ève Demaillot e Jean-Jacques Leuliette . Il 13 marzo 1796 Merlin de Douai lo aiutò a entrare nel Ministero di polizia, dove divenne responsabile dei registri degli emigrati. Presto divenne sospettato di simpatie babouviste e fu costretto a nascondersi dopo la scoperta della Congiura degli Eguali nel maggio 1796; riapparve nell'ottobre dello stesso anno.
Jullien si unì in seguito all'esercito d'Italia, diventando uno scrittore per il suo servizio postale da agosto a novembre 1797. Successivamente accompagnò Napoleone I nel suo viaggio in Egitto, nel maggio 1798. Là si ammalò e tornò in Francia con Luigi Bonaparte. Guarito, entrò al servizio del generale Championnet, diventando consigliere il 28 dicembre 1798. Tra gli iniziatori della Repubblica Napoletana, divenne segretario generale del governo provvisorio di Championnet il 26 gennaio 1799. Fu subito richiamato dal Direttorio e arrestato il 24 febbraio. Il 12 marzo si presentò davanti a un tribunale militare, ma fu liberato dal colpo di stato del 30 pratile dell'anno VII, il 18 giugno.
Dopo aver sostenuto il colpo di stato del 18 brumaio, Jullien propose un piano per unificare gli stati italiani nel luglio 1800. Si indignò per i divieti anti-giacobini, a seguito dell'attentato di Rue Saint-Nicaise fu relegato a occuparsi di funzioni amministrative a Parigi. Ha ricevuto la croce della Legion d'Onore nel 1803. Dopo una visita a Madame de Staël a Chaumont-sur-Loire, attraverso la quale sollevò i sospetti di Napoleone, fu inviato nel Regno d'Italia nel 1810; passando per Yverdon, conobbe il pedagogista svizzero Johann Heinrich Pestalozzi.
Nel 1813. Jullien è stato incarcerato a causa della sua opposizione all'Impero. Liberato durante la Restaurazione borbonica, pubblicò numerose riviste di opposizione tra il 1815 e il 1817, diventando noto nel processo come pedagogo. Corrisponde regolarmente con Pestalozzi, al quale inviò i suoi primi tre figli, a Yverdon, e divenne promotore del Sistema educativo fondato sul mutuo insegnamento . Nel 1819 fondò Revue encyclopédique.
Jullien morì a Parigi nel 1848.

## Matrimonio e famiglia
Nel 1801 Jullien sposò Sophie-Juvence Nioche (morta nel 1832); ebbero sei figli.
Il più anziano dei sei, Pierre-Adolphe (nato ad Amiens, il 13 febbraio 1803 - morto nel 1873), ingegnere, fu nominato nel 1838 Ingegnere-capo per le strade e i ponti; in questa veste ha supervisionato la costruzione della ferrovia Parigi- Lione.
Sempre tra i sei, la loro figlia Antoinette-Stéphanie ha sposato il drammaturgo Lockroy ed era la madre di Édouard Lockroy.

## Opere
- Opinion de Marc antoine Jullien sur le jugement de Louis XVI, 1792, 4 p.
- Rapport des opérations faites à Vannes (con Pierre-Louis Prieur), 1793
- Marc-Antoine Jullien aux représentans du peuple composant le Comité de Salut public: rapport de ma mission à Bordeaux : Parigi, ce 24 thermidor e 9 second de la République française, 1794
- Appel aux véritables amis de la patrie, de la liberté et de la paix, ou, Tableau des principaux résultats de l'amministrazione des Consuls et des ressources Actuelles de la République française, 1801, 187 p.
- Essai sur l'emploi du tems; ou, Méthode qui a pour objet de bien régler sa vie, premier moyen d'être heureux; Destinée spécialement à l'usage des jeunes gens de 15 à 25 ans, 1810
- Esprit de la méthode d'éducation de Pestalozzi, suivie et pratiquée dans l'Institut d'Éducation d'Yverdun, en Suisse, 1812
- Quelques fragmens extraits du porte-feuille politique de Buonaparte ou mémoires sur les intérêts politiques de l'Italie et sur ceux de la France, 1814, 52 p.
- Quelques réflexions sur l'esprit qui doit ispiratore les écrivains politiques, amis de la patrie et du roi, et diriger les membres des collèges électoraux dans le choix des nouveaux députés. (Douze août 1815) , 1815, 14 p.
- Esquisse et vues préliminaires d'un ouvrage sur l'éducation comparée, et séries de questions sur l'éducation, 1817, 56 p.
- Esquisse d'un essai sur la filosofie des sciences, contenant un nouveau projet d'une division générale des connoissances humaines ;: contenant un nouveau projet d'une division générale des connoissances humaines, 1819
- Tableau sinoptique des connoissances humaines, d'après une nouvelle méthode de classification, 1819
- Coup d'œil sur les progrès des connaissances humaines, en 1824, 1824, 21 p.
- La France en 1825 ou mes regrets et mes espérances: discours en vers, 1825, 151 p.
- Epître à Mr. Vandernat, ancien ministre de la République Batave, retiré dans une solitude philosophique auprès d'Arnhem, 1826
- Nota biographique sur Marc-Antoine Jullien : précédée d'un coup d'œil sur la situazione politique et les besoins de la France et suivie de documents inédits, de lettres et de pièces jutificatives, 1831, 73 p.
- Lettre a la nation Anglaise, sur l'union des peuples et la civilization comparée, sur l'instrument économique du tems, appelé biomètre, ou montre morale suivie de quelques poésies, et d'un discours en vers sur les principaux savans, littérateurs, poëtes et artistes, qu'a produits la Grande-Bretagne, 1833, 50 p.
- Essai général d'éducation physique, morale et intellectuelle. Suivi d'un plan d'éducation pratique pour l'enfance, l'adolescence et la jeunesse, ou recherches sur les principes d'une éducation perfectionnée ... , 1835, 494 p.
- Exposé de la méthode d'éducation de Pestalozzi, telle qu'elle a été pratiquée sous sa direction pendant dix années de 1806 à 1816 dans l'institut d'Yverdun, en Suisse, 1842
- Le congrès scientifique d'Italie: Réuni à Milan, le 12 settembre 1844, 1844
- À l'Angleterre savante et littéraire ..., 1845
- Une mission en Vendée, 1793, note [di MA Jullien] recueillies par É. Lockroy , 1893